# Oregonichthys
Oregonichthys é um género de peixe actinopterígeo da família Cyprinidae.
Este género contém as seguintes espécies:
- Oregonichthys crameri (Snyder, 1908)
- Oregonichthys kalawatseti Markle, Pearsons & D. T. Bills, 1991